# Fernando Navarro Corbacho
Fernando Navarro Corbacho (Barcelona, 25 de juny de 1982) és un exfutbolista professional català que jugava com a defensa. Va acabar la seva carrera el 2018 al Deportivo de La Coruña.

## Trajectòria

### FC Barcelona
Fernando Navarro es va formar en les categories inferiors del FC Barcelona, on va ingressar als 10 anys procedent del Club de Futbol Trajana. Amb 19 anys, quan encara jugava al FC Barcelona B, el tècnic del primer equip, Charly Rexach, el va fer debutar a Primera Divisió. Va ser el 6 d'octubre del 2001, a Riazor, contra el Deportivo de la Coruña. En total, aquell any es va alinear en tres partits oficials amb el primer equip.
La temporada 2002/03 el nou tècnic, Louis Van Gaal va apostar per ell i li va donar una fitxa en el primer equip per a cobrir la baixa en el lateral esquerre de Sergi Barjuán, que havia fitxat per l'Atlètic de Madrid. Fernando Navarro es va consolidar com a fix en l'onze titular durant la primera volta de la temporada, fins que el 15 de desembre es va lesionar greument en un partit contra el Sevilla FC.
La lesió en el genoll esquerre (trencament del lligament encreuat anterior amb trencament del menisc extern) el va mantenir allunyat dels terrenys de joc pràcticament un any i va frenar en sec la seva progressió. Va tornar a l'activitat a mitjan temporada 2003/04, sent cedit en el mercat d'hivern a un altre equip de primera divisió, l'Albacete Balompié, per a adquirir rodatge.
La temporada 2004/05 va tornar al FC Barcelona, on va conquistar la lliga, encara que sense entrar gaire en els plans del tècnic Frank Rijkaard.

### RCD Mallorca
La temporada 2005/06 va ser cedit al RCD Mallorca, on es va afermar com a titular, pel que el club balear va decidir contractar-lo al terme de la campanya.

### Sevilla FC
El 18 de juny del 2008 el Sevilla FC anuncià la seva contractació per a les pròximes cinc temporades.

### Deportivo de La Coruña
El 19 de juny de 2015, a 32 anys, Navarro va signar un contracte per dos anys amb el Deportivo de La Coruña, amb una opció a un tercer. El setembre de 2018 va anunciar la seva retirada.

### Selecció espanyola
L'1 de febrer del 2008 va ser convocat, encara que no arribà a debutar, per primera vegada per la selecció espanyola absoluta pel partit amistós contra França previst per al 6 de febrer.
Ha estat internacional amb la selecció sub-21 d'Espanya. També ha jugat amb la Selecció de Catalunya.

## Palmarès

### Campionats estatals
| Títol        | Club         | Any     |
| ------------ | ------------ | ------- |
| Lliga        | FC Barcelona | 2004-05 |
| Copa del Rei | Sevilla FC   | 2009-10 |

### Campionats interestatals
| Títol                        | Club               | Any  |
| ---------------------------- | ------------------ | ---- |
| Campionat d'Europa de futbol | Selecció espanyola | 2008 |